# 四国再発見きっぷ
四国再発見きっぷ（しこくさいはっけんきっぷ）は、四国旅客鉄道（JR四国）が発行していた普通列車が一日乗り降り自由の特別企画乗車券（「トクトクきっぷ」）である。

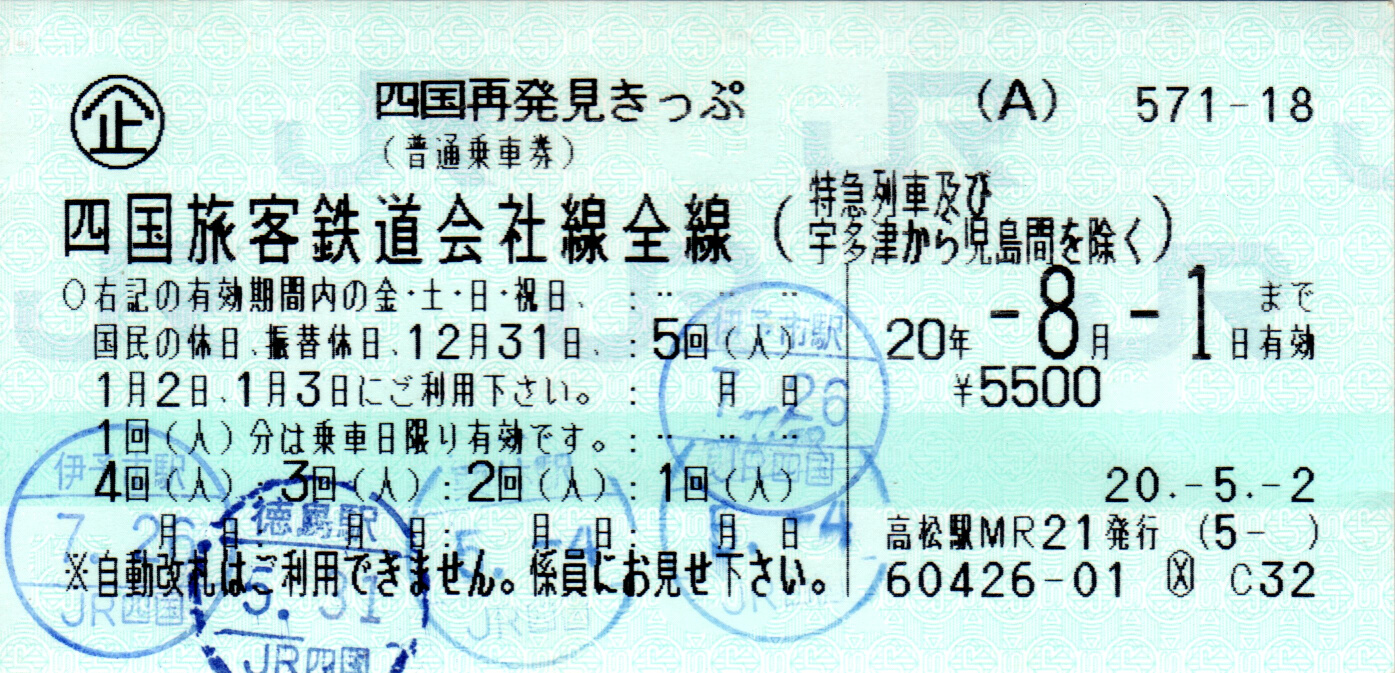
四国再発券きっぷ　（マルス発行）

## 歴史
初期は「四国全線通行手形」という名称で、年ごとに期間を限定して発売していた。
- 1998年：10月14日から11月29日まで発売。
- 1999年：9月6日から12月5日まで発売。
- 2000年：1月17日から2月27日まで発売。

2000年春に現行の名称に改められた。
- 2000年：9月14日から12月3日まで発売。

その後通年発売となり、いつでも購入できるようになった。
- 2007年：12月1日利用分からジェイアール四国バスの大栃線、松山高知急行線が利用できるようになった。
- 2009年：3月31日発売分をもって発売を終了。JR四国は四国再発見早トクきっぷがこれにかわるトクトクきっぷであるとしている（但し金曜日が使用日から除外され、使用日前日までに購入することが必要になった）。

## 内容
基本的には「青春18きっぷ」の四国内限定版という形だが、発売期間や使用可能な日などに一部異なる点があった。

### 発売・有効期間
- 通年発売。JR四国内の主要駅・ワープ支店・ワーププラザ・または四国内の主な旅行会社で発売され、インターネットではJR四国系列のショッピングサイト「夢四国」で購入予約できた。
- 発売日から3か月以内の金・土・日曜日、祝日、振替休日、12/31および1/2・3に利用でき、日付は連続でなくてもよい。

### 効力
- 1枚のきっぷで5回（人）分使用できる。1回分で丸1日乗り放題である。
- JR四国の鉄道全線（宇多津駅 - 児島駅を除く）の快速・普通列車の普通車自由席および土佐くろしお鉄道（窪川駅 - 若井駅間に限る）の普通列車自由席、ジェイアール四国バスの一般路線（高速バスは利用不可）全線に乗車できる。
- 普通車指定席には指定席券、快速「マリンライナー」のグリーン車はグリーン券が別途必要。
- 夜行の快速列車「ムーンライト高知」・「ムーンライト松山」、特急列車、寝台車等には乗車できない（各料金券のほか乗車券も必要）。
- 乗車が翌日にまたがる場合は、途中下車しない限り乗車列車の終着（または降車）駅まで有効。

### 発売額
5,500円（1回（人）あたり1,100円）
ちなみに当きっぷ発売時（当時は消費税5%だった）の青春18きっぷは1回あたり2,300円、鉄道の日記念・JR全線乗り放題きっぷは同じく3,060円だった。

## 青い四国再発見きっぷ（常備券）

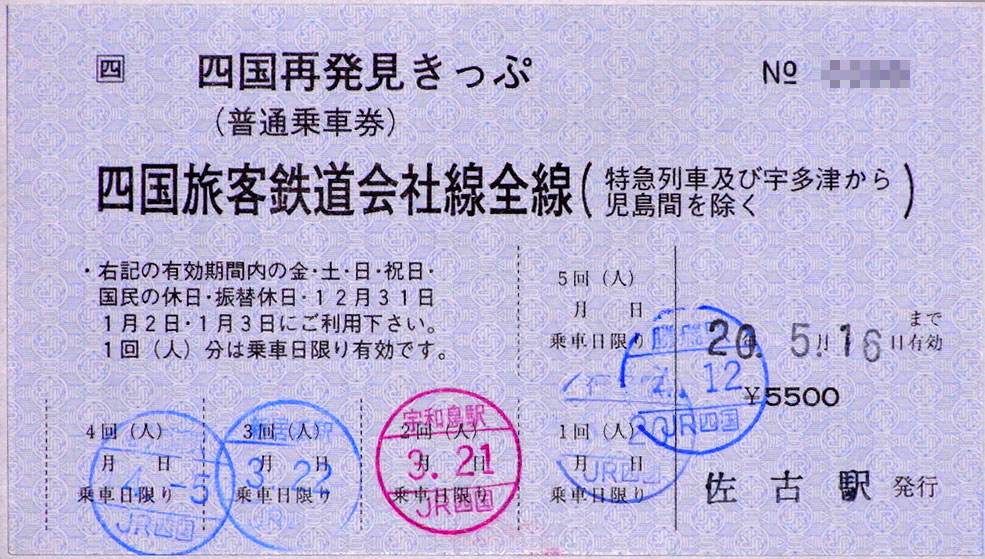
青い四国再発見きっぷ（常備券）

- 基本的にみどりの窓口のマルス端末で発売されていたが、JR四国の一部駅では青い紙の常備券（ナマ券・青券とも呼ばれる）を発売していた。常備券とマルス端末による発券で効力などの違いはないが、稀少であるとして遠方より常備券を扱う駅まで出向く者もいた。
- 主にマルス端末が設置されていない駅での発売だが、利用者が多い一部のマルス端末設置駅（高松駅等）でも発売していた。